# Vega de Guerrero
Vega de Guerrero är en ort i Mexiko.   Den ligger i kommunen Siltepec och delstaten Chiapas, i den sydöstra delen av landet, 800 km sydost om huvudstaden Mexico City. Vega de Guerrero ligger 1 069 meter över havet och antalet invånare är 339.
Terrängen runt Vega de Guerrero är bergig österut, men västerut är den kuperad. Vega de Guerrero ligger nere i en dal. Runt Vega de Guerrero är det ganska tätbefolkat, med 78 invånare per kvadratkilometer. Närmaste större samhälle är El Porvenir de Velasco Suárez, 14,2 km sydost om Vega de Guerrero. Omgivningarna runt Vega de Guerrero är en mosaik av jordbruksmark och naturlig växtlighet.